# Julie Harris (Kostümbildnerin)
Diana Julie Harris (* 6. März 1921 in London; † 30. Mai 2015 ebenda) war eine britische Kostümbildnerin, die sowohl den Oscar für das beste Kostümdesign als auch einen British Academy Film Award (BAFTA Film Award) für die besten Kostüme gewann.

## Leben
Julie Harris begann ihre Karriere als Kostümbildnerin in der Filmwirtschaft 1947 bei dem von der Filmproduktionsgesellschaft Gainsborough Pictures produzierten Film Viel Vergnügen und wirkte bis 1991 an der Kostümausstattung von annähernd neunzig Filmen mit.
1965 war sie erstmals für einen BAFTA Film Award für die besten Kostüme in einem Schwarzweißfilm nominiert, und zwar für das Mysterydrama Das Verlangen (1964) von Alexander Singer mit Curd Jürgens, Patricia Neal und Samantha Eggar in den Hauptrollen. Eine weitere Nominierung für den BAFTA Film Award für die besten Kostüme in einem Farbfilm erhielt sie 1966 für den von Richard Lester inszenierten Beatles-Film Hi-Hi-Hilfe! (1965) mit den Beatles, Leo McKern und Eleanor Bron.
Darüber hinaus gewann Julie Harris 1966 den Oscar für das beste Kostümdesign in einem Schwarzweißfilm für Darling (1965) von John Schlesinger mit Laurence Harvey, Dirk Bogarde und Julie Christie.
1967 gewann Julie Harris außerdem einen BAFTA Film Award für die besten Kostüme in dem Farbfilm Letzte Grüße von Onkel Joe (The Wrong Box, 1966) von Bryan Forbes mit John Mills, Michael Caine und Ralph Richardson.
Eine weitere Nominierung für den BAFTA Film Award für die besten Kostüme in einem Farbfilm bekam sie 1968 für Casino Royale (1967) der Regisseure Val Guest, Ken Hughes, John Huston, Joseph McGrath und Robert Parrish mit David Niven, Peter Sellers und Ursula Andress. Eine letzte Nominierung für den BAFTA Film Award für die besten Kostüme erhielt sie 1977 für den Märchenfilm Cinderellas silberner Schuh (The Slipper and the Rose: The Story of Cinderella, 1976) von Bryan Forbes mit Sherrie Hewson, John Turner und Rosalind Ayres in den Hauptrollen.

## Filmografie (Auswahl)
- 1947: Viel Vergnügen (Holiday Camp)
- 1950: So ist das Leben (Trio)
- 1950: Auf falscher Spur (The Clouded Yellow)
- 1951: Hotel Sahara
- 1951: Dakapo (Encore)
- 1951: Gift für den Anderen (Another Man’s Poison)
- 1952: Wenn das Herz spricht (So Little Time)
- 1953: Always a Bride
- 1955: Der Gefangene (The Prisoner)
- 1956: It’s a Wonderful World
- 1957: Esther Costello (The Story of Esther Costello)
- 1959: Die schwarze Lorelei (Whirlpool)
- 1959: Das Bittere und das Süße (The Rough and the Smooth)
- 1964: Das Verlangen (Psyche 59)
- 1964: Yeah! Yeah! Yeah! (A Hard Day’s Night)
- 1966: Letzte Grüße von Onkel Joe (The Wrong Box)
- 1966: Die schwarze 13 (Eye of the Devil)
- 1967: Casino Royale
- 1968: Die Todesfalle (Deadfall)
- 1969: Goodbye, Mr. Chips
- 1971: Ein liebenswerter Schatten (Follow Me!)
- 1973: James Bond 007 – Leben und sterben lassen (Live and Let Die)
- 1975: Rollerball
- 1977: Abenteuer auf Schloß Candleshoe (Candleshoe)
- 1991: A Perfect Hero (Fernsehserie)

## Auszeichnungen
- 1966: Oscar für das beste Kostümdesign in einem Schwarzweißfilm
- 1967: British Academy Film Award für die Besten Kostüme, für Letzte Grüße von Onkel Joe